# Tridactyle cruciformis
Tridactyle cruciformis är en orkidéart som beskrevs av Victor Samuel Summerhayes. Tridactyle cruciformis ingår i släktet Tridactyle och familjen orkidéer. Inga underarter finns listade i Catalogue of Life.